# Чорнорот Іван Пантелеймонович
Іван Пантелеймонович Чорнорот (1884, Нижньодніпровськ, нині у частина Дніпра, Російська імперія — 7 липня 1938, Дніпро) — український політик на Січеславщині, соціал-демократ. В'язень російських концтаборів СЛОН, ГУЛАГ. Член Мауйлівської «Просвіти» з 1910, скарбник (1913), член ради Мануйлівської «Просвіти» (1914). Жертва російського окупаційного терору.

### Життєпис

Напис Івана Чорнорота на зворотному боці фотокартки із заслання. 1930 р.

З селян. Працював робітником, малописьменний. У 1913—1917 — член УСДРП, після революції — член «Вільного козацтва». Працював слюсарем і токарем, мешкав до арешту по вулиці Залізничній, 37.
У 1912 році Чорнорот їздив у Полтаву за кустарним крамом для гулянки, що її влаштовувала «Просвіта». Губернське жандармське управління встановило нагляд ним 29 липня 1915 року, давши йому «кличку наружного наблюдения» — «Хохол». Щоправда, в матеріалах охранки помилково названий по батькові Іларіоновичем.
Чорнорот не уник обшуку, проведеного в ніч на 27 листопада 1915 року. Як свідчать архівні матеріали (протокол обшуку), сам обшук проведено о другій годині ночі. 

«В доме были владелец дома кр. с. Мануйловки Новомосковского уезда Иван Пантелеймонович Чернорот, его жена Анна и четверо малых детей и отец старый Пантелеймон Никифоров Чернорот, 70 лет, других посторонних людей в доме не было, все спали».

У підсумку нічого забороненого не знайшли. Чорнорот заявив, що він є членом Мануйлівської «Просвіти», працює в залізничних майстернях. Брав активну участь в політичних подіях 1917.
За спогадами Ісаака Мазепи, упродовж літа 1917 сили українців у Катеринославі міцніли. Коли восени був скликаний другий селянський з'їзд, то переміг український напрямок: ухвалено «об'єднати трудове селянство Катеринославщини у Всеукраїнській селянській спілці». Замість «малоросійствовавших» дядька і племінника Строменків на чолі катеринославської Спілки були поставлені український есер Ф. Сторубель і український соціал-демократ Чорнорот, «робітник з катеринославських залізничних майстерень, що став фактичним провідником Спілки».
Чорнорот висувався від села Мануйлівка Новомосковського повіту кандидатом УСДРП у депутати Українських Установчих Зборів (грудень 1917). Проведенню виборів завадило збройне втручання у справи УНР більшовицької Російської федерації.

### Арешти, заслання, розстріл за рішенням трійки НКВС
У 1928 році Чорнорот засуджений за «контрреволюційну діяльність» на три роки концтаборів. Ув'язнення відбував на Соловках, у місті Кем на півночі Карелії. На момент наступного арешту 1938 року працював слюсарем на ДПРЗ.
Заарештований органами НКВС 5 квітня 1938 року, як учасник «контрреволюційної націоналістичної есерівської повстанської організації». 
На допиті 10 квітня 1938 року визнав себе винним у приналежності до організації і свідчив, що був завербований Гаврилом Кириловичем Коржем. 
10 травня 1938 року разом з шістьма іншими особами (І. Чорний, П. Бойко, Д. Ризоль, М. Шамрай, Г. Корж та Т. Філоненко) Іван Чорнорот засуджений до розстрілу трійкою УНКВС УРСР по Дніпропетровській області. У справі є акти від 7 липня та 23 липня 1938 року про приведення вироку до виконання.

### Посмертна реабілітація
Постановою президії Дніпропетровського обласного суду від 25 вересня 1957 року Чорнорота реабілітовано посмертно.

### Доля дітей Івана Чорнорота
Чорнорот мав дітей — Наталю, Галину, Катерину (пом. 1962), Марію (пом. у 1940-х), Івана (1918—1992). Чоловік Катерини Петро відбув у таборах 10 років. Наймолодший син Іван навчався 1937 року у Харківському авіабудівному інституті. Після арешту батька у 1938 році його відрахували, як сина «ворога народу» і він був змушений перевестися до Дніпропетровського хіміко-технологічного інституту. Учасник Другої світової війни, був поранений.